# Akademický inbreeding
Akademický inbreeding nebo intelektuální inbreeding je praxe v akademické obci univerzit najímat vlastní absolventy jako profesory. Je obecně vnímána jako nezdravá pro akademickou obec. Je brána jako důvod snížení možnosti přicházení nových myšlenek z vnějších zdrojů, stejně jako genetický inbreeding snižuje možnost, aby do populace vstoupily nové geny.
Podle Komise pro postgraduální vzdělávání v ekonomii (COGEE) je akademický inbreeding „trend vedoucí k emulaci spíše než diverzifikaci“. Byl také citován jako hlavní problém hlavních univerzit Čínské lidové republiky – jako je Pekingská univerzita a Tsinghua University, která v posledních letech přijala opatření speciálně pro boj proti této praxi – a Jižní Koreje. Existuje též studie, která analyzuje problém, a uvádí Rusko a Portugalsko jako příklady. 